# İlhan Çayı
 (juin 2014).
Si vous disposez d'ouvrages ou d'articles de référence ou si vous connaissez des sites web de qualité traitant du thème abordé ici, merci de compléter l'article en donnant les références utiles à sa vérifiabilité et en les liant à la section « Notes et références ».
 (juin 2014).
Pour les articles homonymes, voir Ilhan.
La rivière d'İlhan (İlhan Çayı) est une rivière turque coupée par le barrage de Asartepe dans la province d'Ankara. C'est un affluent de la rivière de Kirmir (Kirmir Çayı), elle-même affluent du fleuve Sakarya qu'elle rejoint au niveau du lac du barrage de Sarıyar.